# ビジュアルノベル

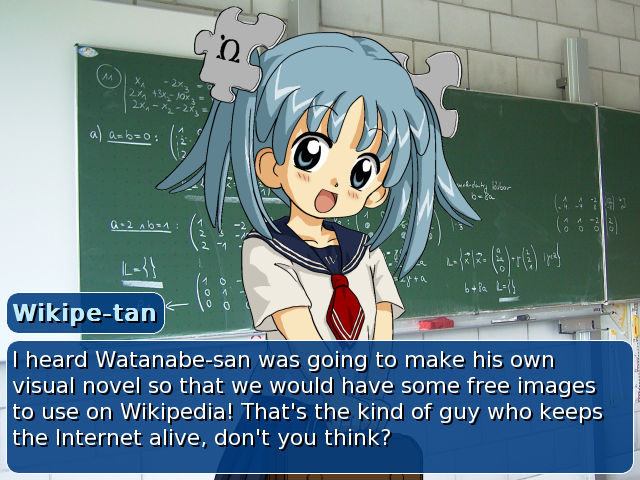
ビジュアルノベルは絵の上に文字を表示する。

ビジュアルノベル（英語: visual novel）またはノベルゲーム（英: novel game）は、文章を読み進めることが主体のコンピューターゲームである。小説に映像や音声が加わったようなアドベンチャーゲーム。日本発祥で、英語でのvisual novelの本来の意味とは異なる。

## 概要
ビジュアルノベルは、電子画面上で読む小説であり、画面に表示される文章に絵や映像、音、選択肢、画面効果などを加えたものである。文章単体で読むものではなく、絵と音の存在を前提とすることや、各自の体裁を持っているが、統一規格化はされていないなどの点で、電子書籍とは異なる。
以前、コンシューマ機でギャルゲー分野を席巻していた恋愛シミュレーションゲームに代わって台頭した恋愛アドベンチャーゲームは、ジャンル別で言うと大半はビジュアルノベルに分類される。
英語での visual novelは、キャラクターの立ち絵と背景、そこにセリフを記したテキストボックスを組み合わせたスタイルのゲーム全般を指す語として使われていて、日本語での「選択式アドベンチャーゲーム」に近い。最大手ゲーム販売サイトであるSteamのタグ機能ではその意味で「ビジュアルノベル」を使っており、日本でもこちらの意味で使う用例も増えている。
2010年代後半、『ドキドキ文芸部!』や『VA-11 Hall-A』などの、海外製ビジュアルノベルがヒットしたことや、安価な制作ツールと公開の場が普及したこと、インディーゲーム自体の盛り上がりを受け、世界的に豊富な新作が作られるようになった。
起源
ビジュアルノベルの原形は、システムサコムが1988年に小説家の夏樹静子を迎えて発売した『DOME』から始まったノベルウェアシリーズや、ハドソンが1989年に寺沢武一の監修で発売したデジタルコミック『コブラ 黒竜王の伝説』などを経て、チュンソフトが1992年と94年に発売した『弟切草』と『かまいたちの夜』によって手法が確立されたとされる。この両作は同社の商標でサウンドノベルと呼ばれている。チュンソフトはサウンドノベルについて「臨場感あふれるサウンドと、さまざまな映像表現を組み合わせることで『目』と『耳』からストーリーを体感する『アドベンチャーゲーム』です」と説明している。
ビジュアルノベルの名前が知られるようになったきっかけは、アクアプラスのブランドであるLeaf からリリースされた「リーフビジュアルノベルシリーズ」のヒットがある 。これは特に『雫』『痕』『To Heart』の3作を指すことが多い。
メリット
ビジュアルノベルは比較的低コストに制作可能で、良質なシナリオや静止画、スクリプトエンジン さえ用意すればゲームソフトとして成立させることができるため、開発体制が脆弱なメーカーが多いPCゲーム業界、特に成人向けの美少女ゲームにとっては福音であった。
そのため、アマチュアベースでも『月姫』（2000年）、『ひぐらしのなく頃に』（2002年）、『Fate/stay night』（2004年）などの作品が注目を集めることとなった。
デメリット
熱狂的なファンがいる一方で、テキストの比重が高いことから、日常的に小説に慣れ親しんでいるユーザー以外には見向きもされないという問題がある。そのため、一般の商業ゲームと比べるとユーザーの絶対数は少なく限られ、売上も一部の人気メーカー・人気サークルに集中する傾向があり、大きな売上を得られることは稀である。また、評価されたシナリオライターが、より安価で市場が大きいライトノベル作家へ転向するケースも多い。
そのため、2010年代には成人向けのPCゲーム以外でビジュアルノベル形式を採用するゲームは少なくなり、成人向けゲームについても、ビジュアルノベルから脱却している18禁スマホゲーム・ブラウザゲーム・同人ゲームが大きく躍進し、市場も年々縮小しつつある。

## Leaf Visual Novel Series（アダルト）
- 1996年1月26日 - 雫
- 1996年7月26日 - 痕
- 1997年5月23日 - To Heart
- 2003年2月28日 - Routes
- 2005年12月9日 - ToHeart2 XRATED

## Leaf以外のビジュアルノベルの一例

### パソコン（一般）
- 1999年9月15日 - あの、素晴らしい　　をもう一度（満開製作所）
- 2001年5月4日 - 空の浮動産（自転車創業）
- 2002年8月16日 - ひぐらしのなく頃に（07th Expansion）
- 2004年2月22日 - ロストカラーズ（自転車創業）
- 2006年7月28日 - そう、あたしたちはこんなにも理不尽な世界に生きているのだらよ（自転車創業）
- 2007年8月17日 - うみねこのなく頃に（07th Expansion）
- 2012年4月12日 - 魔法使いの夜（TYPE-MOON）

### パソコン（アダルト）
- 1997年12月18日 - アトラク＝ナクア（アリスソフト）
- 2000年11月17日 - 忘れな草（Project-μ）
- 2000年12月29日 - 月姫（TYPE-MOON）
- 2001年8月10日 - 歌月十夜（TYPE-MOON）
- 2001年9月28日 - 彼女の願うこと。僕の思うこと。（Project-μ）
- 2004年1月30日 - Fate/stay night（TYPE-MOON）
- 2005年10月28日 - Fate/hollow ataraxia（TYPE-MOON）

家庭用ゲームはサウンドノベルの項目を参照。

## 商標
コナミがGBA用ソフト『プレイノベル サイレントヒル』のジャンル名として「ビジュアルノベル」という呼称を商標登録しようとしたが、特許庁が拒絶査定を下したため認められなかった。結果として、「プレイノベル」というジャンル名で発売された。
なお、2014年に元F&Cのプロデューサーである金杉肇が商標登録を行ったが、本人はビジュアルノベルに括られる作品に携わったことはない。その後の名義人はビジュアルアーツ、Key代表の馬場隆博になっていた。